# Aligia jucundus
Aligia jucundus är en insektsart som beskrevs av Philip Reese Uhler 1877. Aligia jucundus ingår i släktet Aligia och familjen dvärgstritar. Inga underarter finns listade i Catalogue of Life.